# Cmentarz żydowski w Częstochowie

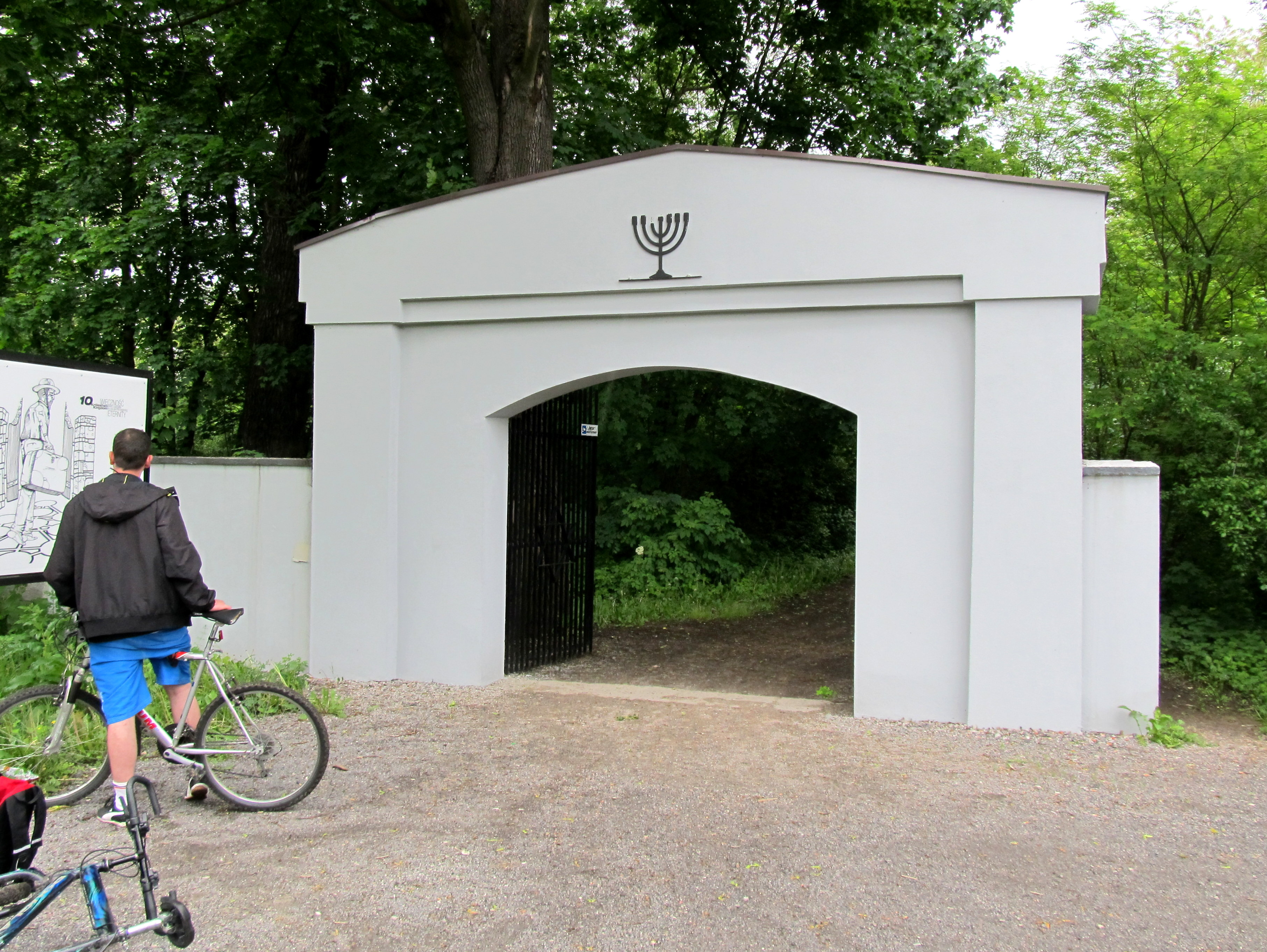
Brama cmentarza żydowskiego w Częstochowie

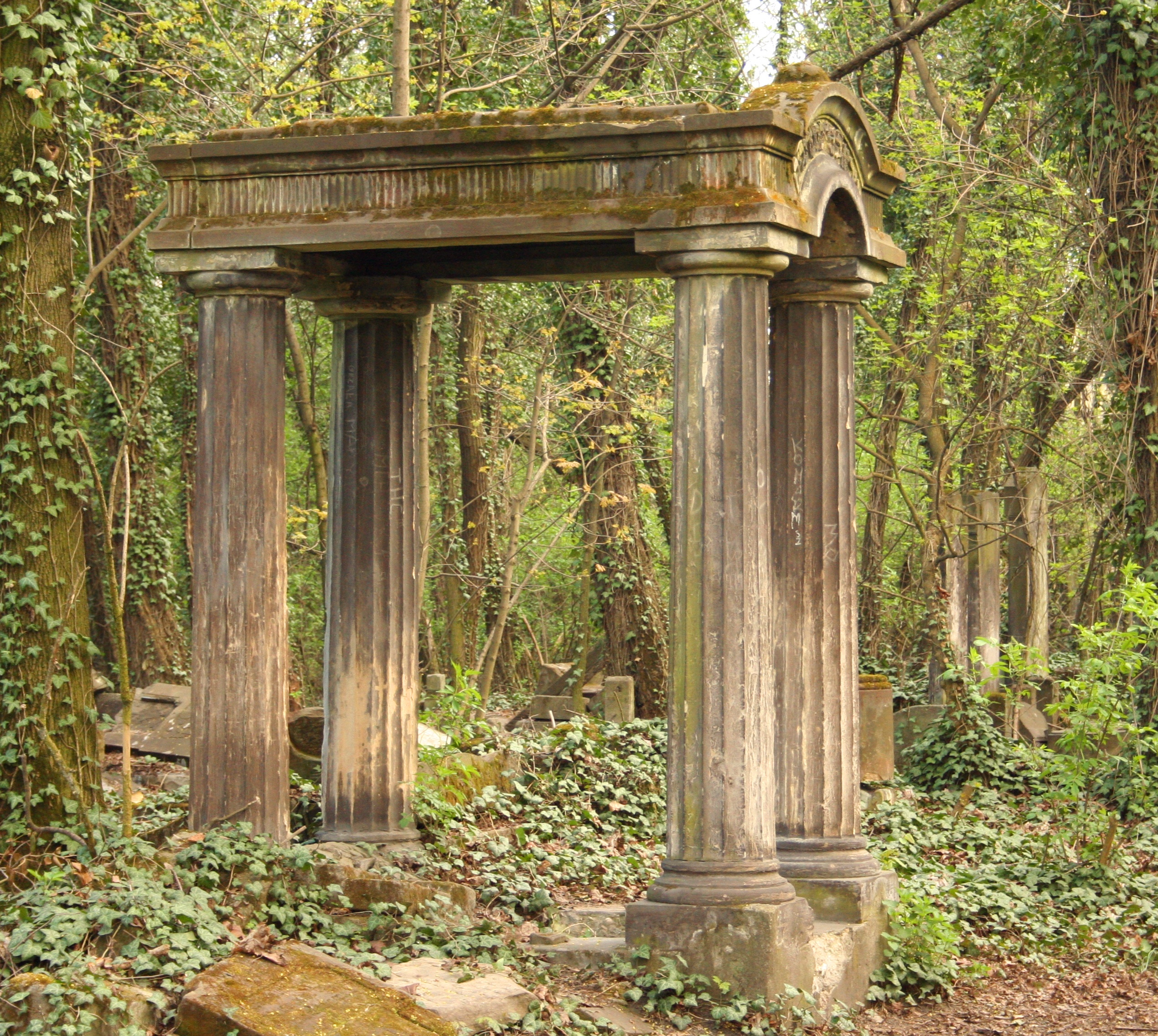
Fragment porośniętego bluszczem cmentarza

Cmentarz żydowski w Częstochowie – położony jest przy ul. Złotej w dzielnicy Dąbie (administracyjnie Zawodzie-Dąbie), obok terenów Huty Częstochowa.
Jest jednym z największych kirkutów w Polsce. Zajmuje powierzchnię około 8,5 ha i obecnie niemal w całości porośnięty jest lasem. Znajduje się na nim około 4–5 tysięcy macew, zarówno z polskimi, jak i hebrajskimi inskrypcjami, w większości oplecionych bluszczem. Część z nich została przemieszczona, złamana lub przewrócona. Do zniszczeń przyczyniły się też przez lata zanieczyszczenia z pobliskiej huty.

## Historia
Został założony przez gminę żydowską pod koniec XVIII wieku (wcześniej częstochowscy Żydzi chowani byli na cmentarzu żydowskim w pobliskim Janowie), prawdopodobnie w 1799, choć niektóre źródła mówią o 1780. W 1907 przebudowany i ogrodzony. Do 1939 oraz w latach 1945–1950 znajdował się pod opieką gminy żydowskiej. W 1943, podczas likwidacji „małego getta”, na cmentarz przywożono Żydów, którzy byli natychmiast rozstrzeliwani i grzebani w zbiorowej mogile. Ostatniego oficjalnego pochówku dokonano na cmentarzu w 1970, lecz potajemne pogrzeby odbywały się jeszcze przez trzy lata.
Po 1950 cmentarz znalazł się wewnątrz terenów rozbudowywanej Huty Częstochowa, przez co dostęp do niego był utrudniony. Przyczyniło się to do ocalenia nekropolii, ale nie sprzyjało trosce o jej wygląd. Obecnie status prawny terenu cmentarza jest przedmiotem uzgodnień pomiędzy władzami Częstochowy oraz katowicką gminą żydowską.
W 1984 odbudowano bramę i ogrodzono teren, a w 1988 dokonano inwentaryzacji nagrobków. Jeszcze pod koniec lat osiemdziesiątych XX wieku wstęp na teren cmentarza był ograniczony i wymagał uzyskania przepustki, gdyż znajdował się na terenie będącym pod zarządem Huty Częstochowa.
7 sierpnia 2007 grupa chuliganów dokonała profanacji cmentarza, niszcząc liczne nagrobki, malując na nich czarną farbą antysemickie symbole oraz krzyże celtyckie. Częstochowscy licealiści podjęli się akcji sprzątania i usuwania szkód. Niestety obecnie cmentarz jest nie tylko zdewastowany, ale również niezabezpieczony, a przez to narażony m.in. na dewastacje ze strony satanistów i antysemitów. Niemniej, cmentarz ten ma swój niepowtarzalny klimat, dzięki bujnemu rozwojowi nieprzycinanej zieleni cmentarnej, szczególnie bluszczu.

## Niektóre zidentyfikowane nagrobki
Do ciekawszych nagrobków należy tumba z 1937, w której pochowano nadrabina Nachuma Asza. Na czterech rogach jej wieka wyrzeźbione są orły, mogące być symbolicznymi strażnikami spokoju duszy. Prawdopodobnie jest to także nawiązanie do cytatu „Szybsi od orłów, potężniejsi od lwów” z II Księgi Samuela, mającego charakteryzować zmarłego. Warty uwagi jest ohel cadyka Pinchasa Menachema Justmana i jego syn Izaaka Meira Justmana z 1919. Czasy holokaustu upamiętniają:
- grób zbiorowy wojenny Żydów zamordowanych 4 stycznia 1943 roku z pomnikiem
- grób zbiorowy wojenny członków Żydowskiej Organizacji Bojowej poległych 20 sierpnia 1943 roku z pomnikiem
- grób zbiorowy wojenny 6 żydowskich partyzantów poległych w walce o wolność 19 marca 1943 roku
- zbiorowa mogiła wojenna bojowników żydowskich poległych w akcji na Ost-Bahn 22 kwietnia 1943 roku
- grób Leona i Jana Goldmanów (pochówek rodzinny) poległych w czasie II wojny światowej
- grób Markusa Eldermana
- zbiorowa mogiła wojenna poległych w dniu 26 lipca 1943 roku członków Żydowskiej Organizacji Bojowej w bunkrze na terenie getta częstochowskiego
- zbiorowa mogiła wojenna rodzin Libermanów, Ofmanów i Słowików poległych w czasie II wojny światowej

## Galeria

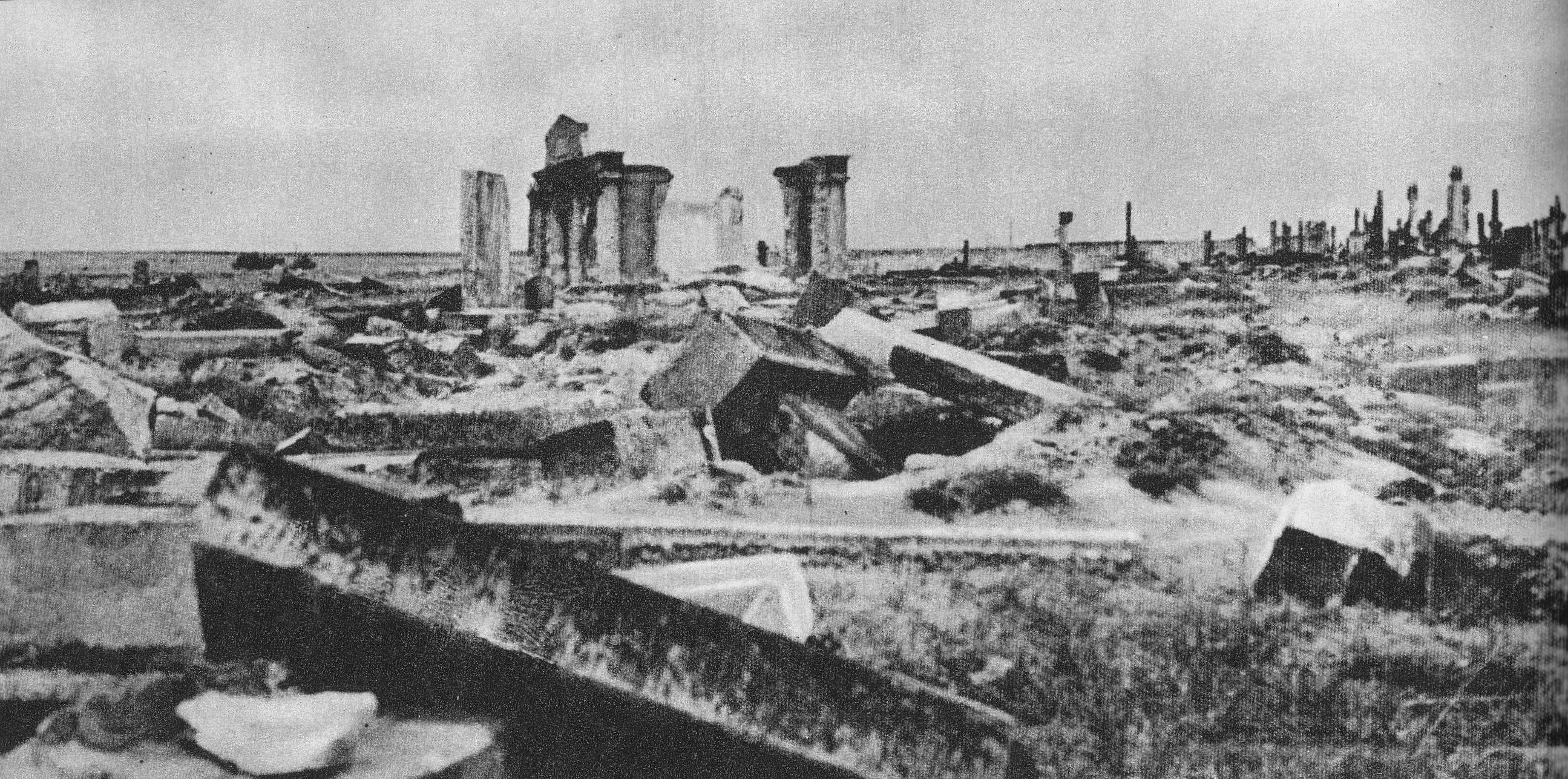
Cmentarz zdewastowany przez Niemców
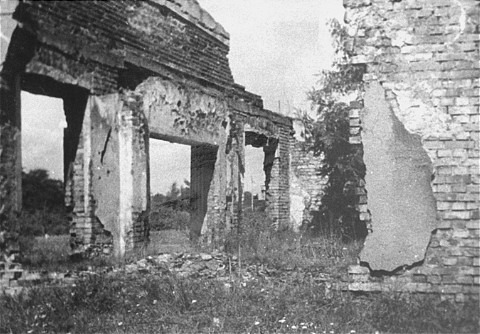
Ruiny kaplicy pogrzebowej (1943)
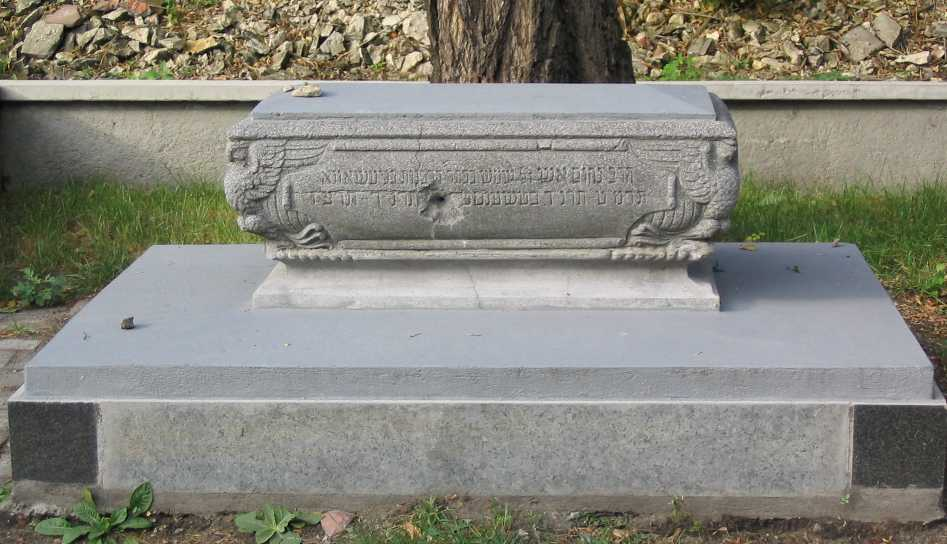
Nagrobek nadrabina Nachuma Asza w postaci tumby
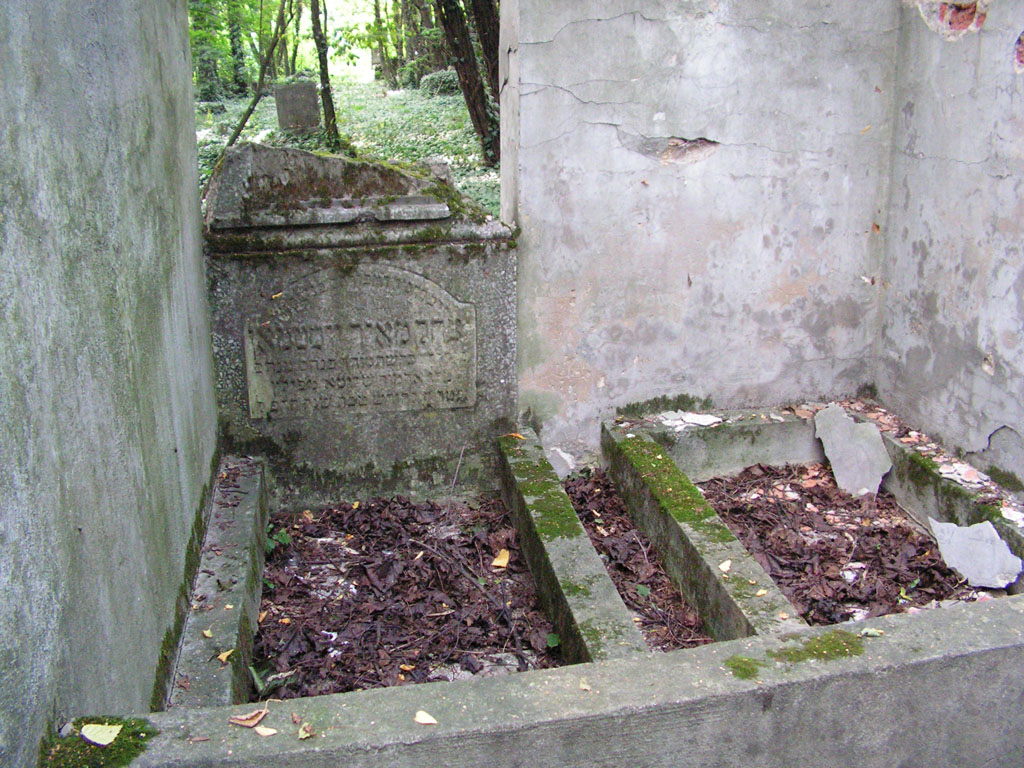
Ohel cadyka Pinchasa Menachema Justmana i jego syna Izaaka Meira Justmana
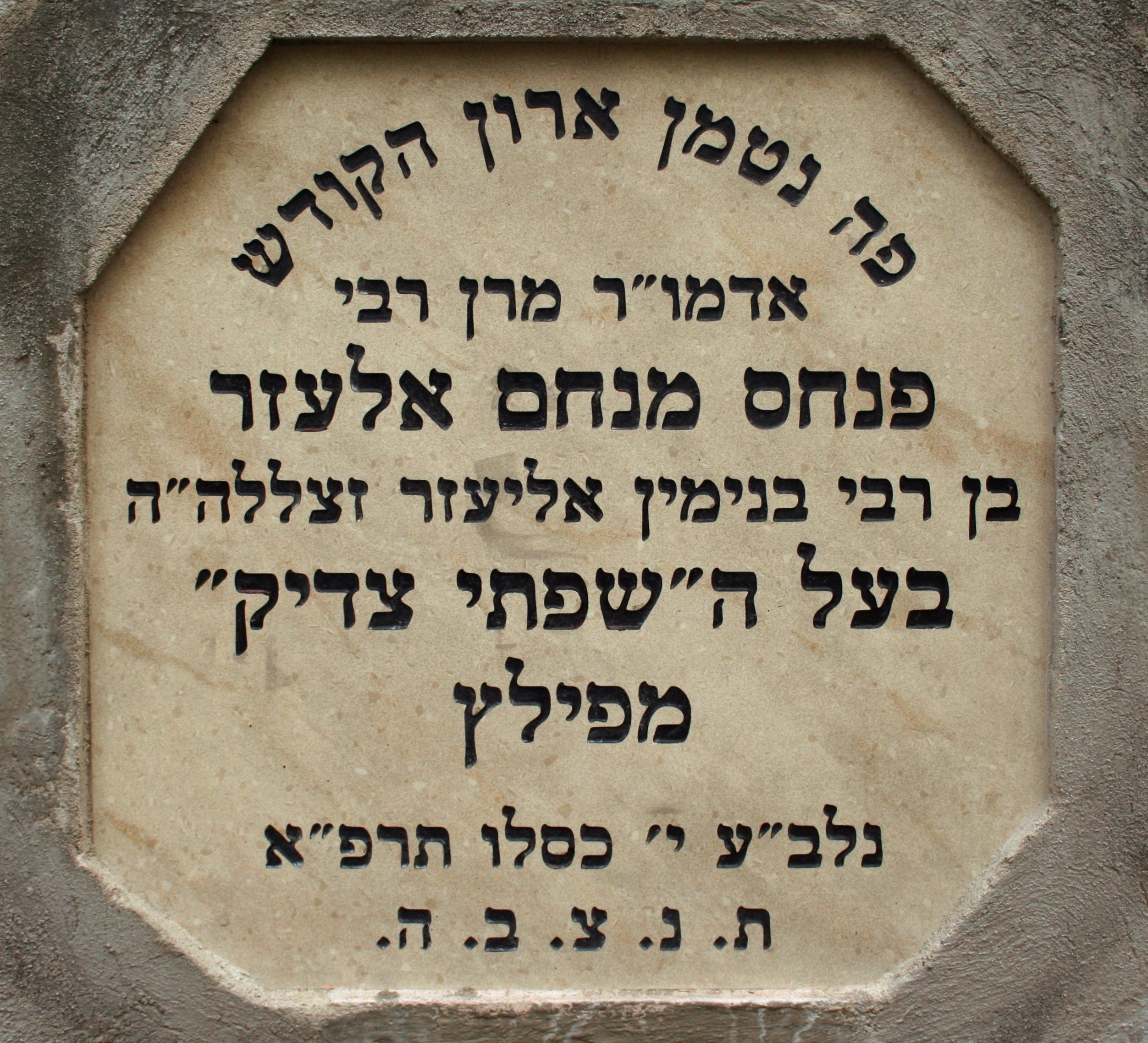
Napis na ohelu
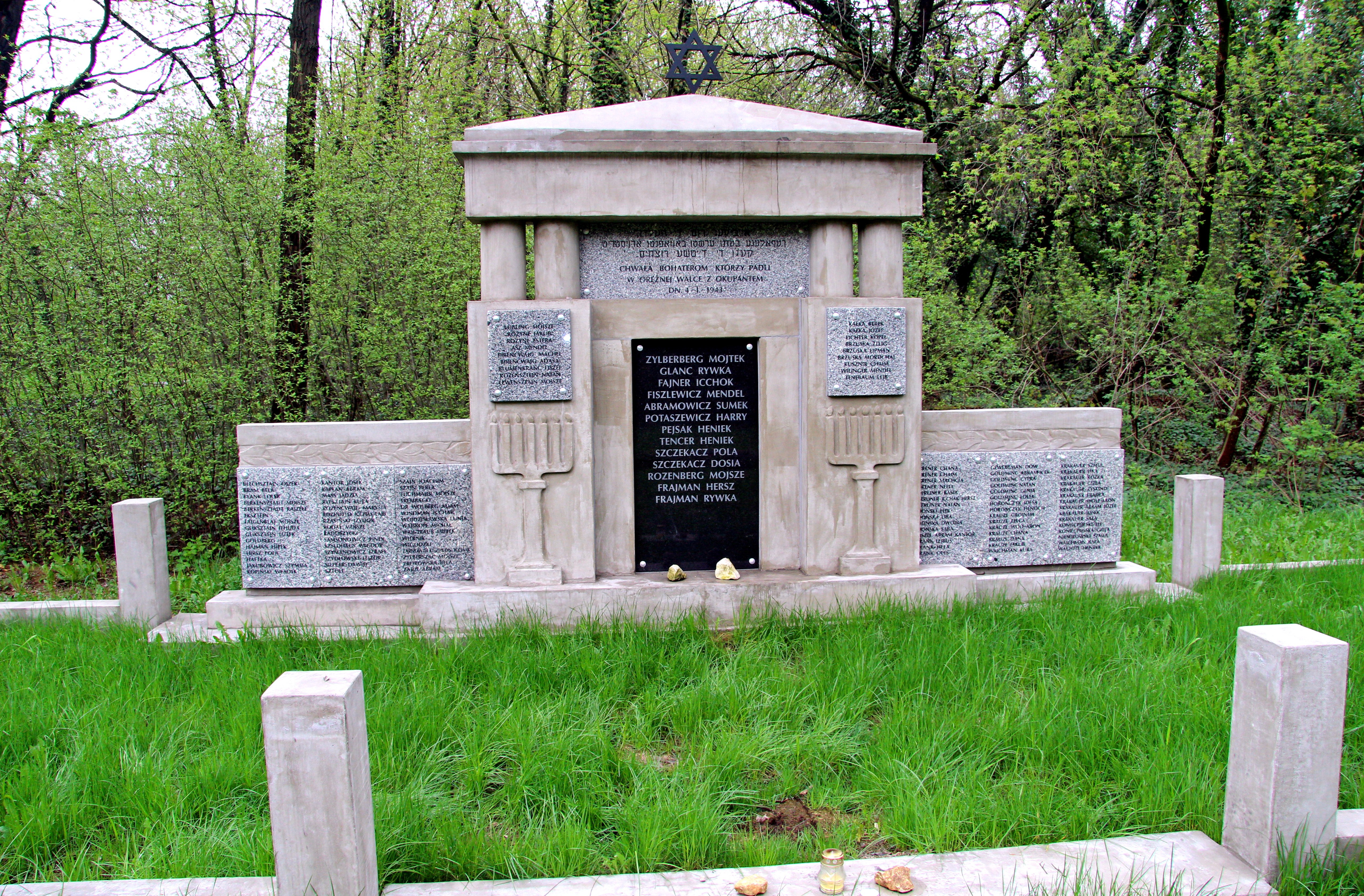
Pomnik i zbiorowy grób 121 Żydów zamordowanych 4 stycznia 1943 roku
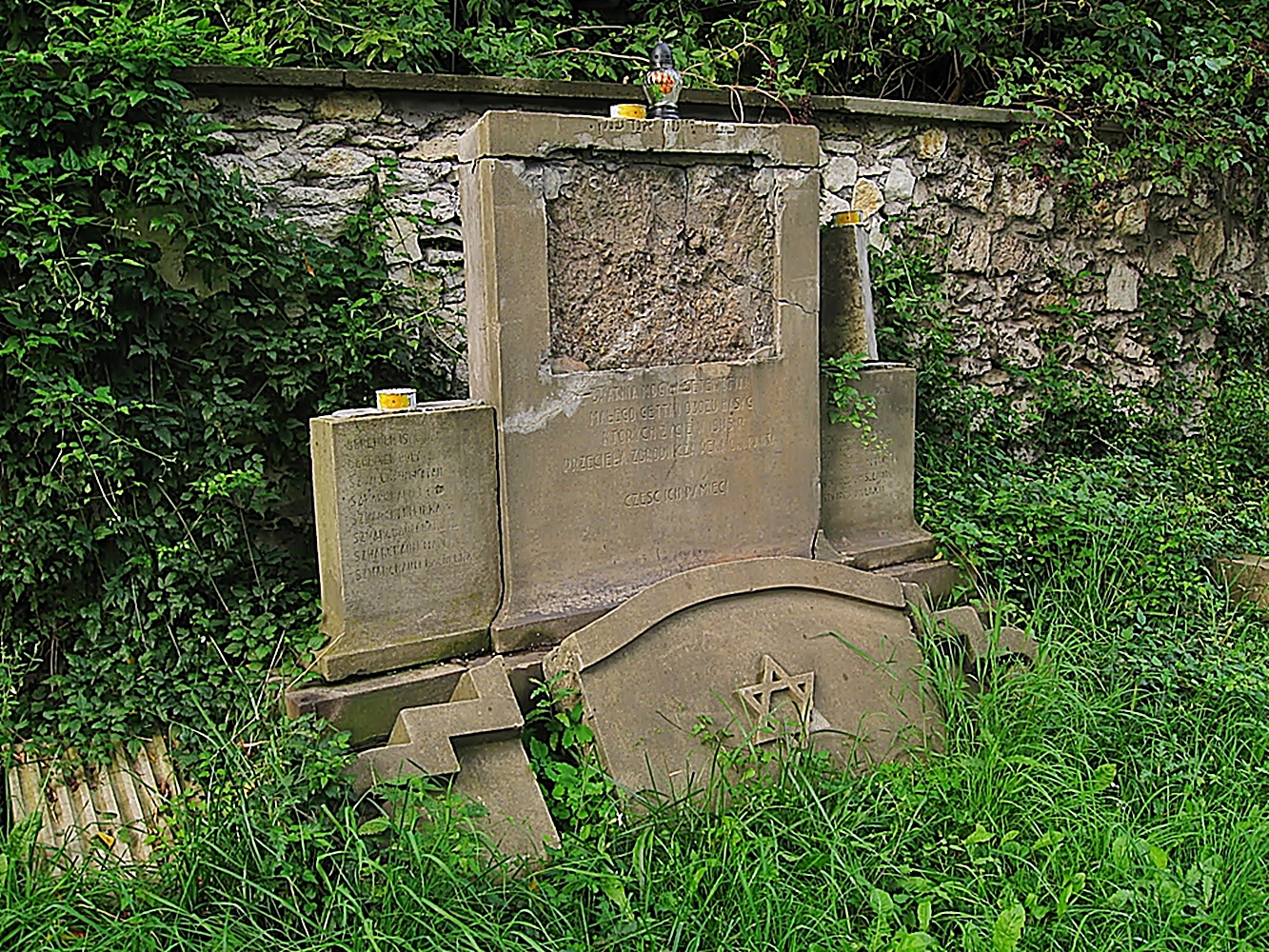
Mogiła setek ofiar małego getta i obozu Hasag, zamordowanych przez Niemców w 1943 roku
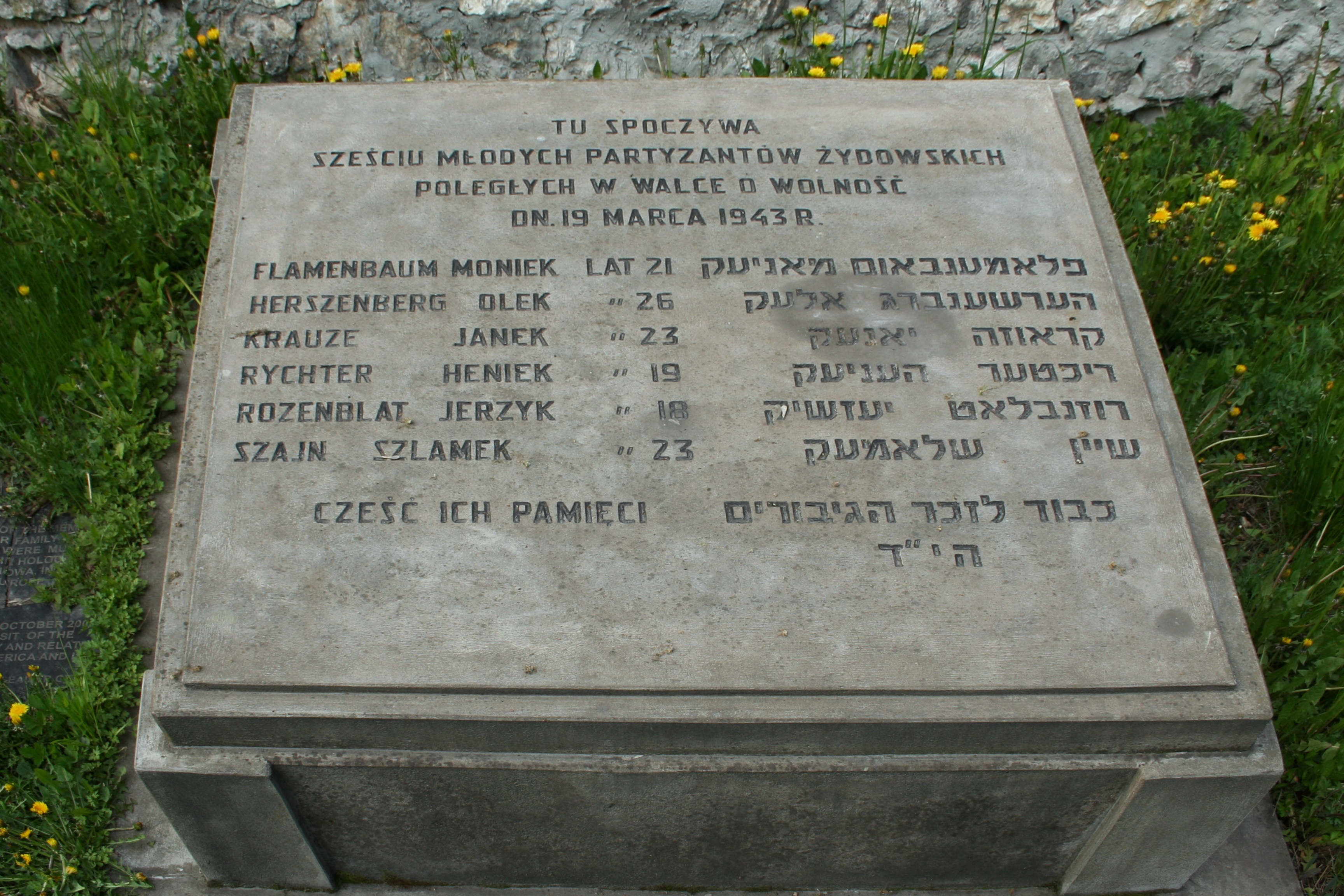
Nagrobek poległych 19 marca 1943 partyzantów żydowskich
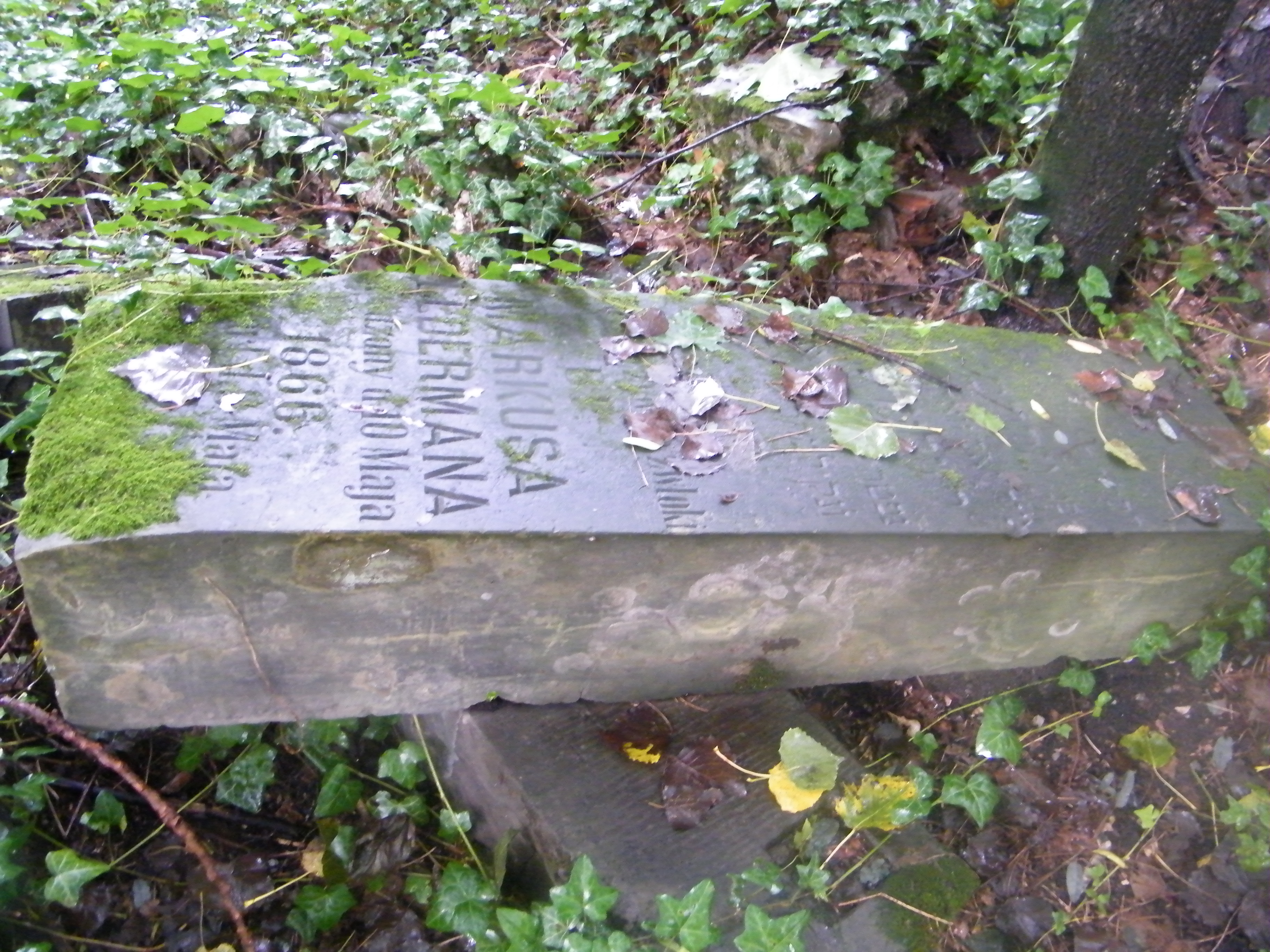
Grób Markusa Eldermana
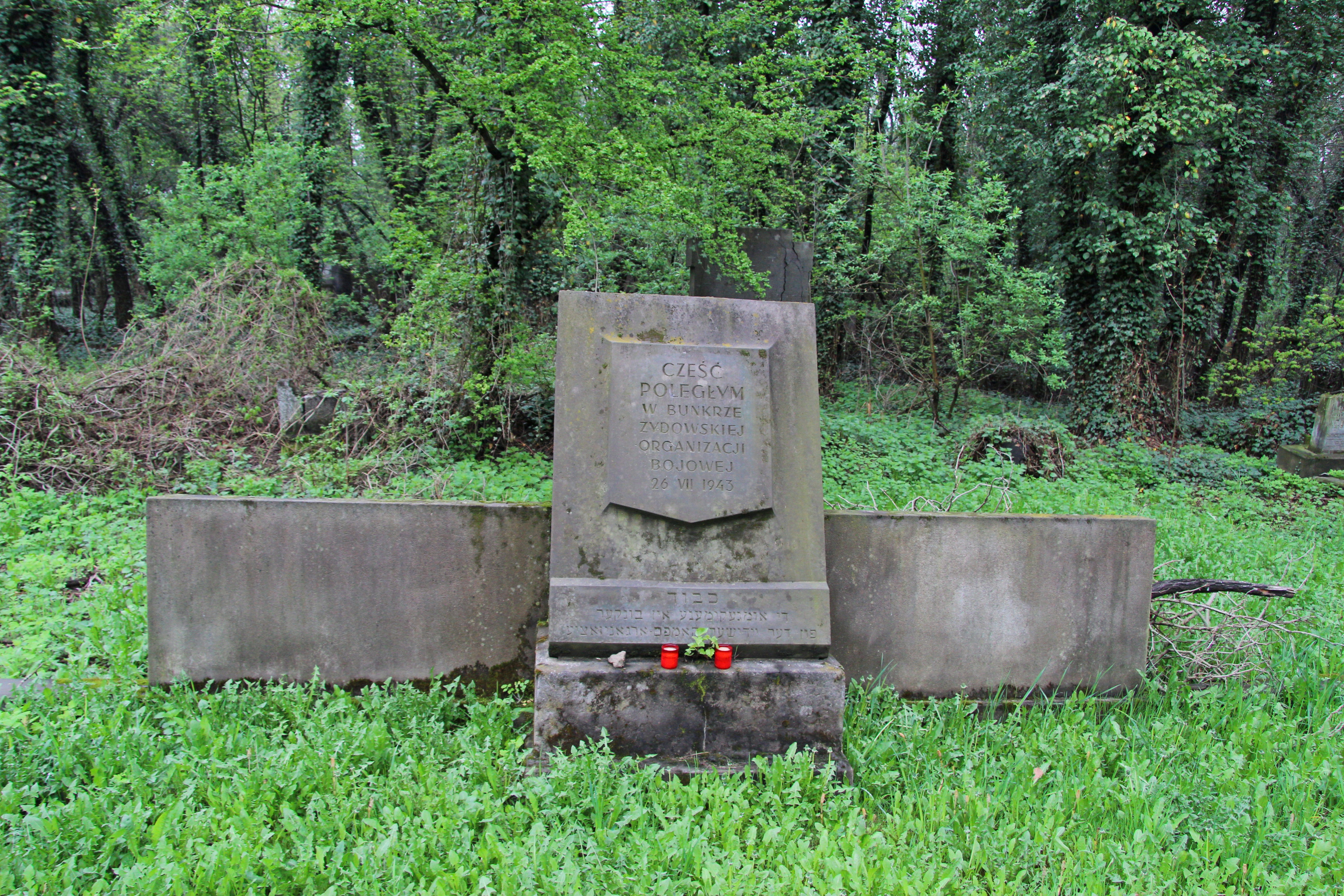
Zbiorowa mogiła wojenna poległych w dniu 26 lipca 1943 roku członków Żydowskiej Organizacji Bojowej w bunkrze na terenie getta częstochowskiego
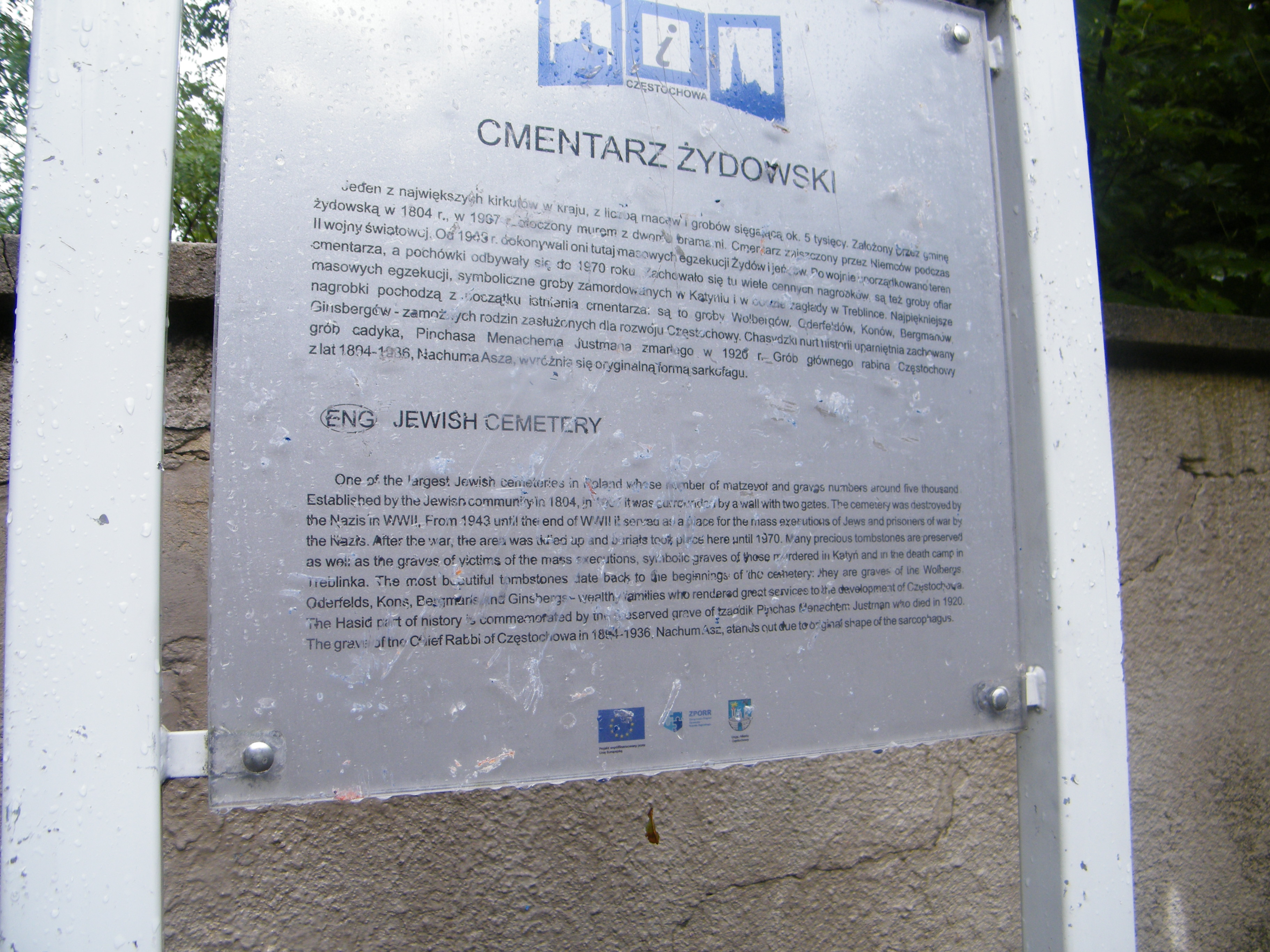
Tablica informacyjna przy bramie
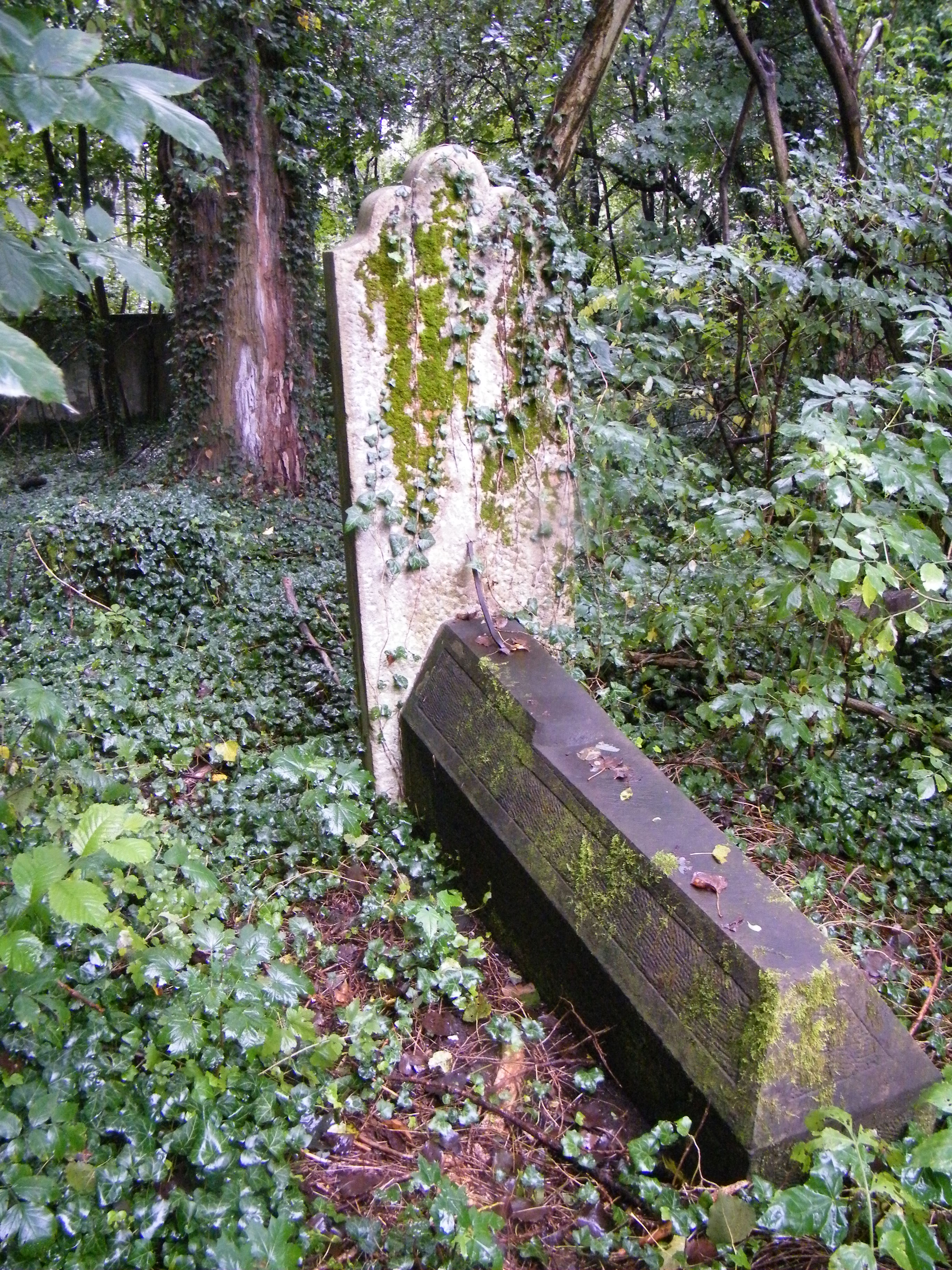
Macewa z tumbą